# Belkis Ramírez
Belkis Ramírez (1957-2019) fue una artista visual contemporánea dominicana, trabajó principalmente en los medios del grabado y en el arte de la instalación. Fue miembro del colectivo de arte Generación 80.

## Biografía
Belkis Ramírez nació en 1957 en la provincia de Santiago Rodríguez, República Dominicana. Estudió Arquitectura y Diseño Gráfico en la Universidad Autónoma de Santo Domingo, donde se graduó en 1986. Vivió y trabajó en Santo Domingo durante toda su vida.
Ramírez se destacó principalmente por su trabajo en xilografía, siendo una de las pocas artistas dominicanas en emplear esta técnica durante varios años. Sus xilografías, centradas en figuras femeninas, influyeron en una nueva generación de artistas que adoptaron esta práctica. Su obra tiene un fuerte contenido político y aborda temas como las relaciones humanas, el medio ambiente y el feminismo.
Su arte también fue utilizado en publicaciones literarias, como A Cafecito Story de Julia Álvarez y Edades de Asombro de Ángela Hernández. Fue galardonada en dos ocasiones con el primer lugar en la Bienal Nacional de Artes Visuales de la República Dominicana en la categoría de Instalación, en 1992 y 1994.
En una reseña sobre la exposición “Portables”, presentada en Santo Domingo, la crítica Laura Gil consideró que la obra de Ramírez se encuentra “entre las más inteligentes que se pueden encontrar en el contexto del arte dominicano contemporáneo”. Sobre la exposición, destacó que “el verdadero protagonista de la muestra es el formato mismo, que es la estética misma de la artista. En esta estética, la lámina xilográfica pasa de ser un instrumento al servicio de la formalización material de la obra a convertirse en un objeto artístico intervenido, situado entre el relieve, la escultura en masa y la escultura-pintura”.
Ramírez fue miembro del colectivo Generación 80, junto a Jorge Pineda y Tony Capellán. Con su primera exposición colectiva, “Otras Visiones” (Casa de Francia, 1994), introdujeron el arte contemporáneo y conceptual en la escena artística de Santo Domingo. Su obra fue presentada en Kassel (Alemania), Puerto Rico, México, Perú, Estados Unidos, Francia y España.
En 2008, junto a Jorge Pineda, Pascal Meccariello y Raquel Paiewonsky, fundó el colectivo Quintapata, con el objetivo de desarrollar proyectos artísticos que fomentaran un diálogo abierto con la comunidad local e internacional.